# Core (Schiffstyp)

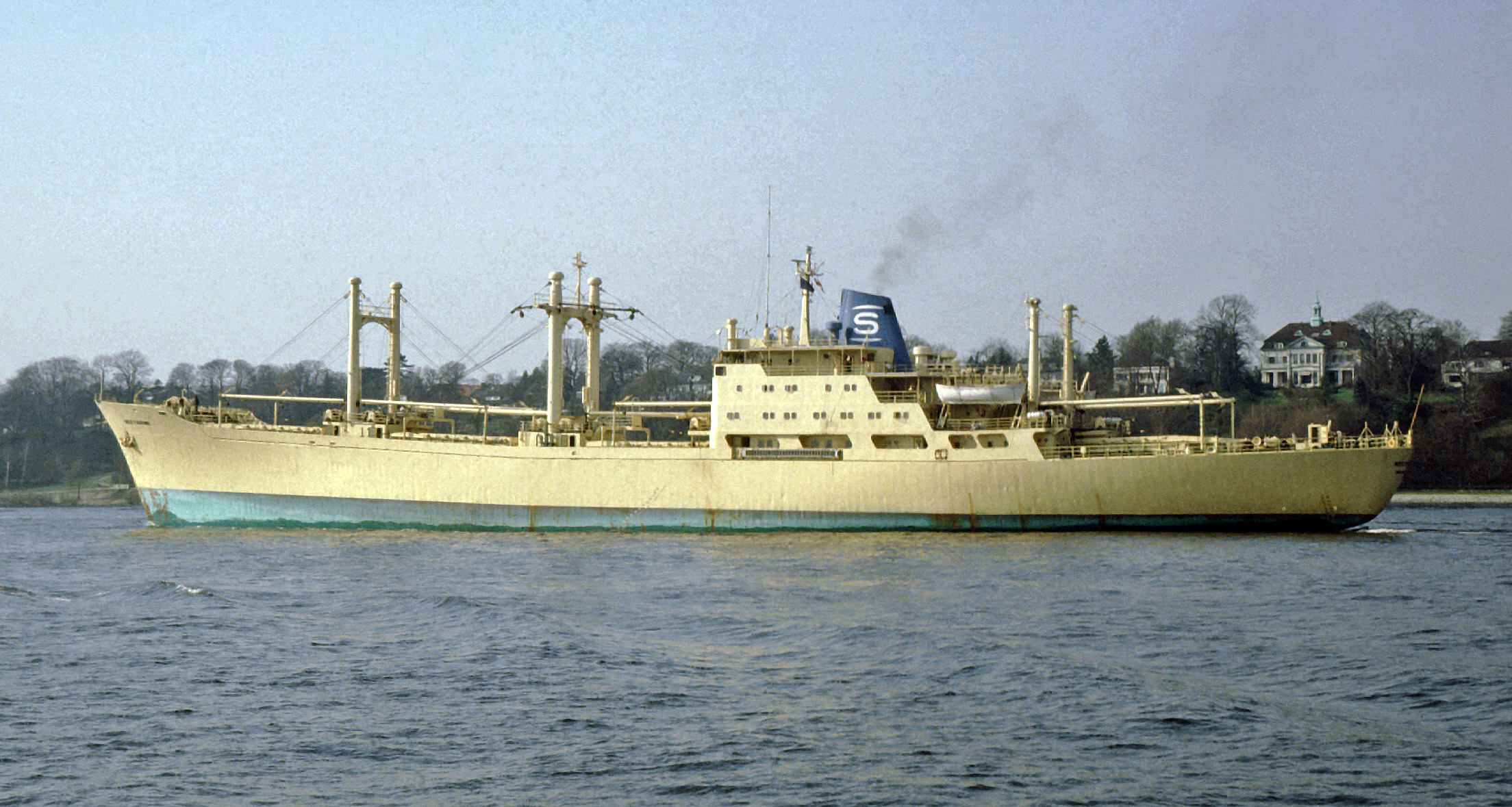
Nectarine 1980 in Salén-Charter in Hamburg

Der Kühlschiffstyp Core (auch Typ Clementina) wurde in der ersten Hälfte der 1960er Jahre von der norwegischen Werft Bergens Mekaniske Verksted aus Bergen für das israelische Fruchttransportunternehmen Maritime Fruit Carriers (MFC) aus Haifa entworfen. Die Typendung „…core“ leitet sich daher auch vom hebräischen Wort für „kalt“ ab.

## Einzelheiten
Der Entwurf gehört mit 16 gebauten Einheiten von fünf verschiedenen Bauwerften zu den erfolgreichsten Entwürfen des betreffenden Segments und zählte beim Bau zu den größeren seiner Art. Das Core-Design bildete ab Ende der 1960er Jahre die Basis zum Entwurf des größeren Supercore-Entwurf derselben Werft.
Ein großer Teil der Schiffe des Typs fuhr zeitweise unter deutscher Flagge und war bis zum Zusammenbruch der MFC im Jahr 1976 bei der schwedischen Salén Reederei in Charter. Alleine acht der Schiffe wurden an die Frigomaris Kühlschiff Reederei in Hamburg geliefert, wo sie als Typ Clementina bezeichnet wurden.
Einige der Schiffe wurden Anfang/Mitte der 1980er Jahre zu Orangensaftkonzentrat-Tankern umgebaut. 
Die letzten beiden verbliebenen Exemplare des Schiffstyps, die ehemalige Navelinacore und die ehemalige Clementinacore, wurden im Jahr 2003 in Alang abgewrackt.
Die Lemoncore wurde auf einer offiziellen israelischen Bildpostkarte abgebildet.

## Die Schiffe
| Core-Schiffe   | Core-Schiffe                     | Core-Schiffe | Core-Schiffe      | Core-Schiffe |
| Bauname        | Bauwerft/ Baunummer              | IMO- Nummer  | Indienststellung  | Umbenennungen und Verbleib |
| -------------- | -------------------------------- | ------------ | ----------------- | --- |
| Lemoncore      | Bergens mekaniske verksted / 449 | 6412865      | 23. November 1964 | 1976 Omoa, Abbruch ab 10. Juli 1985 in Shanghai |
| Bananacore     | Bergens mekaniske verksted / 450 | 6423369      | 5. Oktober 1964   | 1976 Chaiten, 1984 in Kaohsiung verschrottet. |
| Mandarincore   | Bergens mekaniske verksted / 463 | 6725731      | 8. September 1967 | 1976 Ceiba, 1979 Chillan, am 24. Mai 1993 zum Abbruch in Chittagong eingetroffen. |
| Tangerinecore  | Bergens mekaniske verksted / 464 | 6821858      | 12. Juli 1968     | 1976 Condata, 1988 Lucky, Anfang Mai 1993 zum Abbruch in Alang eingetroffen |
| Nectarinecore  | Bergens mekaniske verksted / 636 | 7003491      | 12. Februar 1970  | 1975 Nectarine, 1988 Valiant Reefer, 1988 Milos Reefer, am 15. November 1989 gestrandet |
| Satsumacore    | Bergens mekaniske verksted / 637 | 7011187      | 29. Mai 1970      | 1974 Satsuma, 1988 Copacabana Reefer, am 23. Januar 1993 beim Laden von Baumwollballen in Piräus in Brand geraten, im November 1993 zum Abwracken nach Aliaga geschleppt                           |
| Navelinacore   | Bergens mekaniske verksted / 638 | 7018525      | 6. Mai 1970       | 1975 Navelina, 1976 Pasadena, 1981 Pasadena I, 1982 Umbau zum Fruchtsafttanker Ouro do Brasil, 1992 Citrus do Brasil, ab 28. Mai 2003 Abbruch in Alang                                             |
| Sultanacore    | Bergens mekaniske verksted / 639 | 7028960      | 2. September 1970 | 1970 Sultana, 1976 Ariane, 1976 Ariane I, 1985 Umbau zum Fruchtsafttanker Sol do Brasil, 1994 Suco do Brasil, ab 5. September 2002 Abbruch in Alang                                                |
| Clementinacore | Bergens mekaniske verksted / 648 | 7039347      | 26. März 1971     | 1971 Clementina, 2003 Abbruch in Alang |
| Mangocore      | Akers mekaniske verksted / 557   | 6418481      | Januar 1965       | 1976 Olancho, im Mai 1985 zum Abbruch in Lianyungang eingetroffen |
| Avocadocore    | Akers mekaniske verksted / 559   | 6505416      | Juni 1965         | 1976 Orica, ab Januar 1985 in Kaohsiung abgewrackt |
| Sabracore      | Akers mekaniske verksted / 602   | 6728214      | Januar 1968       | 1976 Corinto, 1979 Cholguán, 1987 Zante Reefer, 1989 Frozen Lulis, im Dezember 1989 zum Abbruch in Alang eingetroffen                                                                              |
| Persimmoncore  | Nylands Verksted / 603           | 6821822      | Oktober 1968      | 1977 Condora, 1987 Frio Adriatic, im September 1994 zum Abbruch in Alang gestrandet |
| Guavacore      | Nylands Verksted / 608           | 6905654      | 20. März 1969     | 1974 Guava, 1979 Rosemary, 1985 Bassro Freezer, 1985 Frio Antarctic, am 15. September 1987 nahe Puerto Deseado ohne größeren Schaden auf Grund gelaufen, ab 20. Oktober 1993 Abbruch in Chittagong |
| Anonacore      | Nylands Verksted / 609           | 7004627      | 18. März 1970     | 1974 Anona, 1988 Venture Reefer, 1988 Kassos Reefer, 1991 Chios Reefer, 1994 Abbruch in Alang |
| Pecancore      | Nylands Verksted / 647           | 7038226      | 12. März 1971     | 1971 Pecan, 1984 Hispaniola, 1984 Pecan, 2001 Abbruch in Alang |